# 相逢在明月映照的彼岸
《相逢在明月映照的彼岸》是tone work's於2019年6月28日發售的戀愛冒險類型成人遊戲，後來由ENTERGRAM於2022年2月24日發售PlayStation 4版與任天堂Switch版。2020年5月29日發售Fan disc《相逢在明月映照的彼岸 SweetSummerRainbow》。

## 故事簡介
黑野奏汰是個以小說家為志向的高中二年級生，而根據奏汰高中二年級夏天時所做的選擇，將會影響他25歲的人生。

## 登場角色
黑野奏汰
作品男主角。高中二年級生，夢想是成為小說家，並且加入文藝社。有在咖啡館「BIBLIO CAFE」打工。
新谷燈華（聲：風音）
奏汰的同班同學，由於遲到且深夜經常在外遊蕩，被學校認為是不良少女。外表看似冷酷，但實際上感情豐富且平易近人。
日紫喜鶯（聲：櫻川未央）
奏汰的學姐，文藝社的社長。興趣是讀書，並能對社員們的作品做出準確的評斷。
佐倉雨音（聲：くすはらゆい）
和奏汰同年級，日本和美國混血的金髮少女，雙親都已過世。頭腦聰明且擅長操作電腦，但缺乏溝通能力。
倉橋聖衣良（聲：白月かなめ）
奏汰的遠親，雙親離婚後和母親一起住。思想成熟，憧憬戀愛，對奏汰有好感。

## 主題曲
片頭曲
作詞：丘野塔也，作曲、編曲：，主唱：Duca
片尾曲
作詞：，作曲、編曲：竹下智博，主唱：Ceui
新谷燈華片尾曲「Sign」
作詞：丘野塔也，作曲、編曲：，主唱：Duca
日紫喜鶯片尾曲
作詞：魁，作曲、編曲：ANZIE，主唱：中惠光城
佐倉雨音片尾曲「After Rain」
作詞：，作曲、編曲：碓冰悠一朗，主唱：Luna
倉橋聖衣良片尾曲「Lovely Spice」
作詞：丘野塔也，作曲、編曲：竹下智博，主唱：松下

## 評價
《相逢在明月映照的彼岸》在Getchu.com舉辦的美少女遊戲大賞2019中獲得綜合部門第3名、劇本部門第3名、系統部門第8名、繪圖部門第7名、音樂部門第2名、影片部門第6名、角色部門佐倉雨音第4名。

## 外部連結
- PC版官方網站 （页面存档备份，存于）（日語）
- PS4/NS版官方網站 （页面存档备份，存于）（日語）
- 相逢在明月映照的彼岸 SweetSummerRainbow官方網站 （页面存档备份，存于）（日語）
- 《相逢在明月映照的彼岸》在視覺小說數據庫的頁面 （英文）